# Pezetairosz

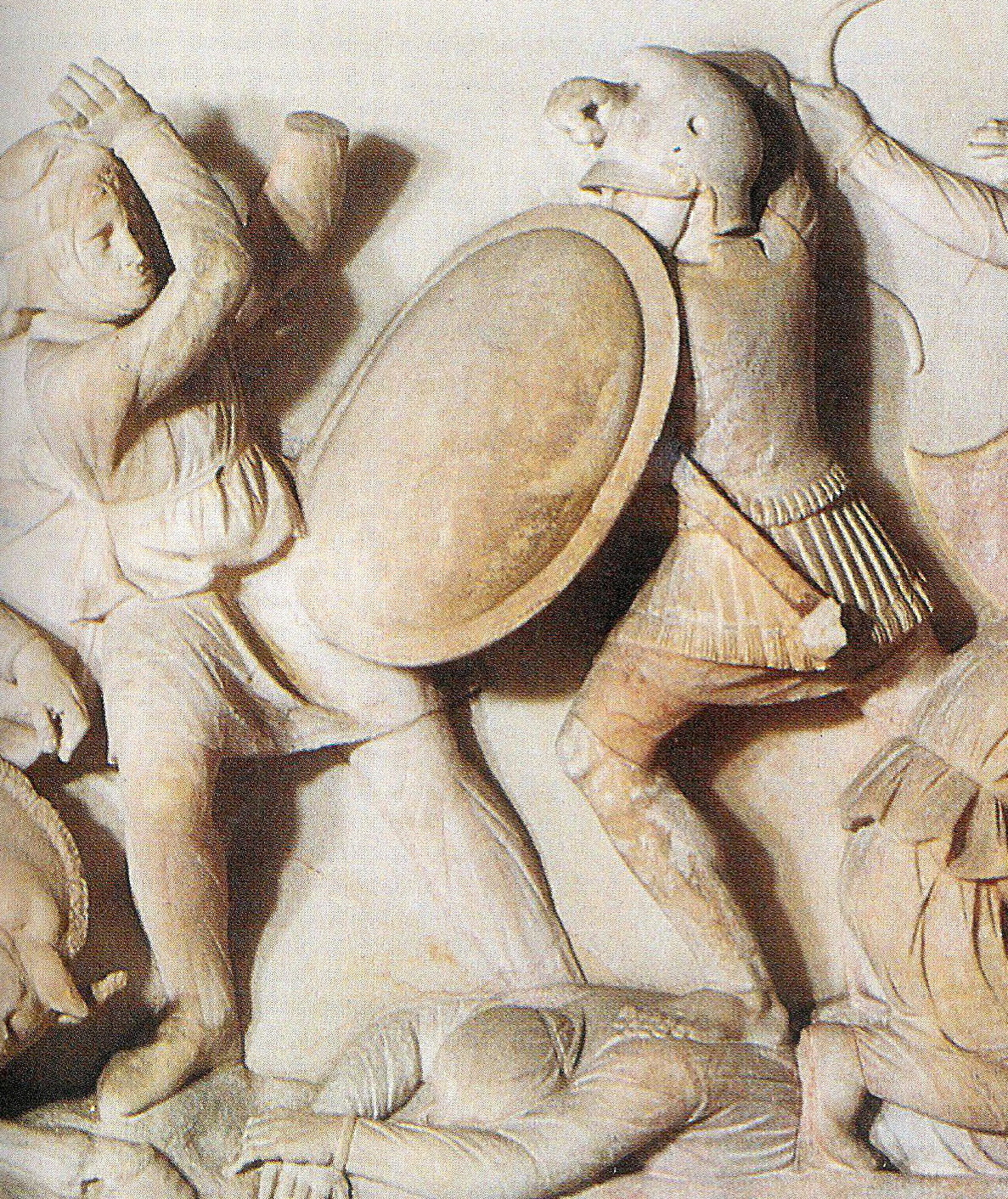
Pezetairoszok harc közben

A pezetairoszok (vagy pezhetairoszok, ógörögül: πεζέταιροι) az ókori makedón hadsereg alapvető egységét, a nehézgyalogságot alkották az i. e. 5. század közepétől (I. Alexandrosz királyságának idejétől) a hellenisztikus kor legvégéig. A név elemei a gyalogos társak fordítást engedik meg: pezosz = gyalogos katona, hetairosz = társ vagy barát, megkülönböztetve ezzel a hetairoszok lovas egységeit a gyalogságtól (ez utóbbiakat hetairiké hipposz néven is nevezték). Mindkét fegyvernem (gyalogság és lovasság) eredendően a szabad, földbirtokkal rendelkező makedónokból állt.
A II. Philipposz által a Thébaiban látott mintára, de alaposan átdolgozva létrehozott makedón phalanx pezetaioroszokból állt, és legfőbb erőssége a különleges, kezdetben egyedi fegyvere, a szarisza volt.

## Története

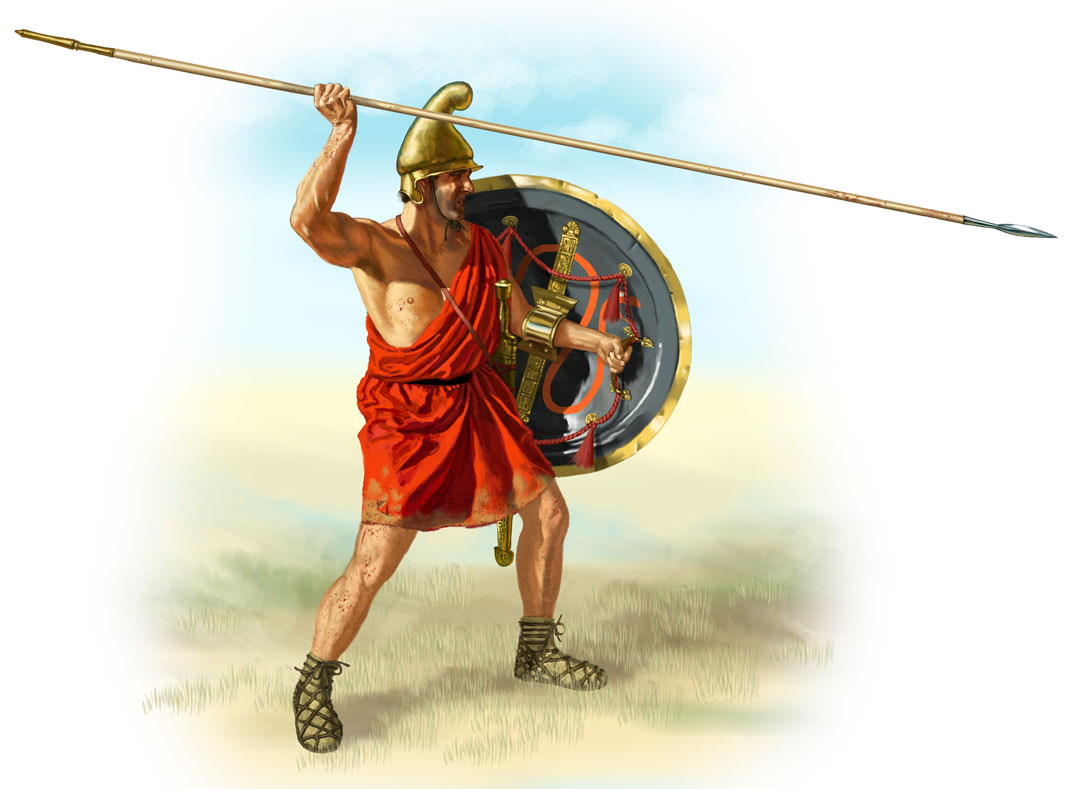
Pezetairosz harcos a hüpaszpisztészek közül

A makedón I. Alexandrosz i. e. 486–480 között – Iustinus szerint – a Haimosz-hegység környékén is uralkodott, ezt pedig Sztrabón alapján a mai Oszogov körüli hegyvidékekkel azonosítható, ezért ez az adat igen nagy arányú északi terjeszkedést mutat. Ezt a katonai potenciált Makedónia nagyban köszönhette az újjászervezett hadseregnek és a pezetairoszoknak.
A phylhellén ("görögbarát", vagy "görög hazaszerető") melléknévvel felruházott I. Alexandrosz uralkodása előtt a makedón hadviselést a thrákhoz hasonló, lovasságra épülő harcászat jellemezte. A makedón állam gazdaságilag fellendült, bekapcsolódott a hellén világ vérkeringésébe, ugyanakkor az így riválissá lett más görög poliszok – különösen Athén – fenyegetése egyre erősebbé vált. I. Alexandrosz a hadsereg megerősítésére az arisztokrácia mellett már a közrendű makedónok erejét is igénybe vette, ezért a gyalogos harcmodor bevezetése nem csupán a megváltozott ellenségekhez való alkalmazkodásra vezethető vissza, hanem a gazdasági kényszerre: a közrendűek nagy részének nem tellett volna lóra.
I. Alexandrosz a meghódított területek szabad földjeit használta fel, ebből adományozott katonai szolgálat fejében a közembereknek. Dupla haszonnal járt: egyfelől a haderő megnövekedett, másfelől királyhű kisbirtokos réteg alakult ki. Ezek a háborúban fizetséget kaptak (25 drakhmát, illetve a testőrség, a hüpaszpisztészek 30 drakhmát), és sokat gyakorlatoztak. A fegyverzet és a szervezet II. Philipposz koráig nem változott lényegesen. A testőrséget leszámítva a hadsereget területi alapon kirótt fejkvóták szerint toborozták.
Az i. e. 6–5. században a thrák típusú peltasztész gyalogság folyamatosan hódított teret. A kétféle fegyverrel (döfőlándzsával és hajítódárdával) felszerelt egységek a későbbiekben egybeolvadtak, és mindannyian egy meghosszabbított lándzsát kaptak, ez volt a szarisza elődje.
II. Philipposz egyfelől a fegyverzetet alakította át azzal, hogy minden korábbinál hosszabb lándzsával, a szariszával szerelte fel gyalogosait. Ugyanakkor a hadrendet is megújította: a szüntagma egy 16 sor mély és 16 oszlop széles, 256 emberből álló alakulat, amely már nem egy frontálisan támadó, elnyújtott sorokból álló phalanx, hanem manőverezhető, kompakt egység; tekinthető a római manipulus elődjének is. Eleinte a szüntagma még a hagyományos phalanxszal működött együtt, később teljesen önálló fegyvernemmé vált, olyannyira, hogy a makedón phalanx mellett a klasszikus rendben küzdő phalanx már elhagyhatóvá vált. Philipposz hadereje az idő múlásával erősen növekedett: első csatáit 10 000 gyalogossal vívta, i. e. 352-ben (onomarkhoszi csata) már 20 000 gyalogosa volt, i. e. 338-ban pedig (khairóneiai csata) 30 000. Ez minimálisan 750 000 drakhma kiadást jelentett évente, ami óriási összeg. Pezetairosz lehetett bárki, aki szabad makedónnak született, és pezetairosszá válni előrelépést jelentett, ezért növekedhetett ilyen nagy mértékben a hadsereg létszáma, ezzel párhuzamosan viszont az ütőképessége is.
A pezetairoszok gyakorlatilag sosem rohamoztak, legfeljebb lassan közeledtek az ellenfél felé, de inkább bevárták annak támadását. Az ellenséget egy sziklaszilárd lándzsaerdő fogadta, ami ráadásul könnyen alkalmazkodott a változó helyzetekhez is.
Philipposz sokat köszönhetett pezetairoszainak, de még többet III. Alexandrosz. Hat pezetairosz alakulattal vágott neki a Perzsa Birodalom meghódításának (Perdikkasz, Koenosz, Amüntasz, Philipposz, Meleagrosz és Kraterosz vezetésével, bár később többször változtak a vezérek).
A pezetairoszok gyakorlatilag Alexandrosz hadjáratában szerepeltek utoljára, a későbbiekben toborzott nehézfegyverzetű gyalogos hadseregek nem makedón kisbirtokosokból álltak, ezért nem tekinthetők pezetairosznak.